# Piezodorus guildinii
Piezodorus guildinii är en insektsart som först beskrevs av John Obadiah Westwood 1837.  Piezodorus guildinii ingår i släktet Piezodorus och familjen bärfisar. Inga underarter finns listade i Catalogue of Life.